# Zashchitniki
Zashchitniki (en ruso: Защитники, en español: Defensores) es una película rusa de ciencia ficción de 2017 dirigida por Sarik Andreasyan y protagonizada por Sebastien Sisak, Anton Pampuchniy, Sanzhar Madiev, Alina Lanina, Valeria Shkirando y Stanislav Shirin.
La trama se centra en un grupo de superhéroes creados por la Unión Soviética durante la Guerra Fría. 
Zashchitniki recibieron una recepción negativa en los medios rusos. La película se convirtió en un fracaso de la taquilla.

## Argumento
Durante la Guerra Fría, una organización conocida como "Patriotas" experimentó con el ADN de muchos individuos, algunos de los cuales adquirieron poderes. Cuatro de ellos son reclutados desde distintas partes de la Unión Soviética con el objetivo de defender el país y a la humanidad de cualquier amenaza.

## Reparto
- Sebastien Sisak es Ler (Armenia).
- Anton Pampuchniy es Arsus (Rusia oriental, Siberia).
- Sanzhar Madiyev es Khan (Kazajistán).
- Alina Lanina es Ksenya (Rusia occidental, Moscú).
- Valeriya Shkirando es la Mayor Elena Larina, Jefa de la Organización Patriot.
- Stanislav Shirin es August Kuratov.
- Vyacheslav Razbegaev es el General Nikolai Dolgov.

## Producción
El rodaje empezó el 27 de abril de 2015 en Moscú y finalizó el 14 de julio del mismo año en Crimea.
El presupuesto para la producción fue de 320 millones de rublos (aprox. 4,5 millones de €).

## Estreno en otros países
La distribuidora mexicana Corazón Films adquirió los derechos de distribución para dicho país para el verano de 2017. En Ecuador tiene previsto su estreno el 25 de agosto de 2017.